# Copelatus undecimstriatus
Copelatus undecimstriatus är en skalbaggsart som beskrevs av Aubé 1838. Copelatus undecimstriatus ingår i släktet Copelatus och familjen dykare. Inga underarter finns listade i Catalogue of Life.